# Hinterster Kopf
Der Hinterste Kopf bei Bodenrod im hessischen Wetteraukreis ist eine 491,1 m ü. NHN hohe Erhebung im Mittelgebirge Taunus.

## Geographie

### Lage
Der bewaldete Hinterste Kopf liegt im Nordosten des Östlichen Hintertaunus im Naturpark Taunus. Im Butzbacher Wald gelegen erhebt sich sein Gipfel 1,7 km nordöstlich von Bodenrod (zu Butzbach im Wetteraukreis), 2 km südwestlich von Espa (zu Langgöns; Landkreis Gießen) und 1,7 km (je Luftlinie) südöstlich von Weiperfelden (Waldsolms; Lahn-Dill-Kreis).

### Nachbarberge
Nachbarerhebungen des Hintersten Kopfs sind der 1,3 km südsüdwestlich befindliche Hesselberg (ca. 518 m) mit dessen nördlichem Nebengipfel Gickel (505,1 m) und dem von dort in Richtung Nordosten zum Hintersten Kopf überleitenden Hainbuchenkopf (492,3 m), der 2,8 km östlich gelegene Hausberg (485,7 m) und der 1,9 km (je Luftlinie) ostsüdöstlich liegende Brüler Berg (424,2 m).

### Wasserscheide und Fließgewässer
Der Hinterste Kopf liegt auf der Wasserscheide zwischen Lahn und Main, zwei Nebenflüssen des Rheins. Nördlich vorbei verläuft etwa in Ost-West-Richtung in Quellnähe der Oberlauf des in Espa entspringenden Lahn-Zuflusses Solmsbach, der vom westlich der Erhebung von Bodenrod nach Norden fließenden Eichelbach gespeist wird. Südöstlich liegt die Quelle des Fauerbachs, dessen Wasser durch die Usa und Wetter den Main erreicht, und östlich vorbei fließt der Oberlauf des kleinen Fauerbach-Zuflusses Issel, der am nahen Hausberg entspringt.

### Naturräumliche Zuordnung
Der Hinterste Kopf gehört in der naturräumlichen Haupteinheitengruppe Taunus (Nr. 30), in der Haupteinheit Östlicher Hintertaunus (302) zum Naturraum Bodenroder Kuppen (302.2).

## Verkehrsanbindung
Nördlich vorbei am Hintersten Kopf führt entlang des Solmsbachs zwischen Espa und Weiperfelden die Landesstraße 3053, westlich verläuft zwischen Bodenrod und Weiperfelden die L 3270. Über die Erhebung führt der Europäische Fernwanderweg E3.